# ATC代码 (C10)
ATC代码C10（血脂调节剂）是解剖学治疗学及化学分类系统的一个药物分组，这是由世界卫生组织药物统计方法整合中心所制定的药品及其它医用产品的官方分类系统。分组C10是C心血管系统的一部分。
兽用代码（ATCvet码）可以在人用ATC代码前加Q字母：QC10等。
国家ATC分类可能包括列表中没有的其它分类，列表为世界卫生组织（WHO）版本。

## C10A血脂调节剂，单方（Lipid modifying agents, plain）

### C10AA β-羟基-β-甲基戊二酸单酰辅酶A还原酶抑制药（HMG CoA reductase inhibitors）
C10AA01 辛伐他汀（Simvastatin）
C10AA02 洛伐他汀（Lovastatin）
C10AA03 普伐他汀（Pravastatin）
C10AA04 氟伐他汀（Fluvastatin）
C10AA05 阿伐他汀（Atorvastatin）
C10AA06 西立伐他汀（Cerivastatin）
C10AA07 罗舒伐他汀（Rosuvastatin）
C10AA08 匹伐他汀（Pitavastatin）

### C10AB贝特类（Fibrates）
C10AB01 氯贝丁酯（Clofibrate）
C10AB02 苯扎贝特（Bezafibrate）
C10AB03 氯贝酸铝（Aluminium clofibrate）
C10AB04 吉非贝齐（Gemfibrozil）
C10AB05 非诺贝特（Fenofibrate）
C10AB06 双贝特（Simfibrate）
C10AB07 氯烟贝特（Ronifibrate）
C10AB08 环丙贝特（Ciprofibrate）
C10AB09 依托贝特（Etofibrate）
C10AB10 氯贝胺（Clofibride）
C10AB11 非诺贝酸（Choline fenofibrate）

### C10AC胆酸螯合剂（Bile acid sequestrants）
C10AC01 考来烯胺（Colestyramine）
C10AC02 考来替泊（Colestipol）
C10AC03 考来糖酐（Colextran）
C10AC04 考来维仑（Colesevelam）

### C10AD 烟酸及其衍生物（Nicotinic acid and derivatives）
C10AD01 戊四烟酯（Niceritrol）
C10AD02 烟酸（Nicotinic acid）
C10AD03 尼可呋糖（Nicofuranose）
C10AD04 烟酸铝（Aluminium nicotinate）
C10AD05 烟醇 （Nicotinyl alcohol(pyridylcarbinol)）
C10AD06 阿昔莫司（Acipimox）
C10AD52 烟酸，复方（Nicotinic acid, combinations）

### C10AX 其它血脂调节剂（Other lipid modifying agents）
C10AX01 右甲状腺素（Dextrothyroxine）
C10AX02 普罗布考（Probucol）
C10AX03 硫地醇（Tiadenol）
C10AX05 美格鲁托（Meglutol）
C10AX06 ω-3-甘油三酸酯，含其它酯和酸（Omega-3-triglycerides）
C10AX07 5'-磷酸吡哆醛谷氨酸镁（Magnesium pyridoxal 5-phosphate glutamate）
C10AX08 甘蔗原素（Policosanol）
C10AX09 依泽替麦（Ezetimibe）
C10AX10 阿利泼金（Alipogene tiparvovec）
C10AX11 米泊美生（Mipomersen）

## C10B 血脂调节剂，复方（Lipid modifying agents, combinations）

### C10BA 与其它血脂调节剂组方的HMG CoA还原酶抑制剂（HMG CoA reductase inhibitors in combination with other lipid modifying agents）
C10BA01 洛伐他汀和烟酸（Lovastatin and nicotinic acid）
C10BA02 辛伐他汀和依折麦布（Simvastatin and ezetimibe）
C10BA03 普伐他汀和非诺贝特（Pravastatin and fenofibrate）

### C10BX HMG CoA还原酶抑制剂，其它复方（HMG CoA reductase inhibitors, other combinations）
C10BX01 辛伐他汀和乙酰水杨酸（Simvastatin and acetylsalicylic acid）
C10BX02 普伐他汀和乙酰水杨酸（Pravastatin and acetylsalicylic acid）
C10BX03 阿托伐他汀和氨氯地平（Atorvastatin and amlodipine）
C10BX04 辛伐他汀，乙酰水杨酸和雷米普利（Simvastatin, acetylsalicylic acid and ramipril）